# Marissa Mendenhall
Marissa Mendenhall (Oceanside, Califórnia, 13 de agosto de 1973) é uma atriz e dubladora estadunidense, mais conhecida por suas participações em séries de televisão como The Facts of Life e Hunter. Entre seus familiares, podemos encontrar o ator David Mendenhall.

## Filmografia

### Televisão
- 1988 The Facts of Life como Sara Bellanger
- 1986 The Deacon Street Deer como Lydia
- 1984 Hunter como Ruffy
- 1984 Henry Hamilton Graduate Ghost como Therese Landry
- 1983 The Secret World of Og como Pamela
- 1982 Scamps como Casey

### Cinema
- 1987 They Still Call Me Bruce como Sara
- 1985 Rainbow Brite and the Star Stealer como Stormy